# Molly Smitten-Downes
Molly Alice Smitten-Downes, känd som Molly, född 2 april 1987 i Anstey, Leicestershire, är en brittisk singer-songwriter som representerade Storbritannien i Eurovision Song Contest 2014 i Köpenhamn med låten "Children of the Universe". Låten spelades in i Stockholm och producerades av Anders Hansson. Den slutade som nummer 17 av 26 deltagande låtar.
Smitten-Downes är även med i dansgruppen Stunt.

## Diskografi
EP
- Fly Away with Me (2011)

Singlar
- "Beneath the Lights" (2013)
- "Children of the Universe" (2014)
- "Lock Up Your Daughter" (2014)

Singlar som medverkande artist
- "Shadows" (med Marger) (2011)
- "Never Forget You" (med Darren Styles) (2013)
- "Rush" (med Zwette) (2015)
- "Breathe" (med Si Tew) (2015)